# Bernardin de Clermont
Pour les articles homonymes, voir Bernardin.
Bernardin de Clermont (1440-1522), de son chef vicomte de Tallard, seigneur de Saint-André de Royans, de Montrevel, de la Bastie, de Paladru, de Virieu ; du chef de sa femme sire de Husson, de Selles sur Cher, de Laignes, d'Ancy-le-Franc, de Chassignelles, de Ravières, etc. Il est également chambellan de François Ier et trésorier général du Dauphiné. 

## Biographie
Fils d'Antoine Ier de Clermont (1423-?), baron de Clermont-en-Viennois, vicomte de Clermont en Trièves, vicomte de Tallard, seigneur de Virieu, de Paladru, et de Françoise de Sassenage (?-1479). Il prend part à la bataille de Marignan en 1515.

## Mariage et descendance
Le 10 février 1496, il épousa Anne de Husson, comtesse de Tonnerre en Bourgogne en 1496, avec qui il eut treize enfants: 
1. Antoine (1498-1578), vicomte de Tallard, baron puis comte de Clermont, vicomte de Clermont en Trièves, lieutenant général du Dauphiné : d'où la suite des comtes de Tonnerre à partir de 1596
2. Gabriel (1526-1571), évêque de Gap
3. Théodore-Jean, abbé de Saint-Gilles, évêque de Senez de 1551 à 1561 et vice-légat d'Avignon en 1553
4. Julien, chef des comtes de Thoury (Thoury venait de sa femme Claude de Rohan-Gié, et en fait du 1er époux de celle-ci, Claude de Beauvilliers)
5. Claude, seigneur de Marigny, il meurt sans avoir été marié
6. Laurent, tué à la bataille de Cérisoles, il meurt sans avoir été marié
7. Françoise, mariée à Méraut d'Hostun (-1553), seigneur de la Baume-d'Hostun
8. Louise, † 1596, comtesse de Tonnerre, plus connue sous le nom de la dame d'Uzès. Elle est une dame d'honneur et une amie de la reine Catherine de Médicis.
9. Catherine, abbesse de Saint-Jean-lès-Thouars.
10. Madeleine, abbesse de Saint-Paul près Beauvais
11. Marguerite, abbesse de Saint-Honorat de Tarascon et de Saint-Césaire d'Arles
12. Gasparde, religieuse à Sainte-Claire de Poitiers
13. Anne, religieuse à Sainte-Claire de Grenoble

Les trois dernières filles ne figurent pas dans le testament de leur père.
Grâce à son mariage il restaure le château de Tallard. Il poursuit les travaux dans le château de Tallard en faisant ouvrir des fenêtres à meneaux dans le logis. Au début du XVIe siècle, il commande la construction de la chapelle seigneuriale de style gothique flamboyant, il est enterré dans la crypte de cette chapelle en 1522. 
C'est par ce mariage que quelques années plus tard les membres de la Maison de Clermont, porteront le nom de Clermont-Tonnerre

## Source
- François-Alexandre Aubert de La Chesnaye-Desbois, Dictionnaire de la noblesse: contenant les généalogies, l'histoire & la chronologie des familles nobles de France sur Google Livres, Paris, 1772, p. 594
- Bernardin de Clermont sur www.clermont-tonnerre.fr